# Joan Crisòstom Ripollès

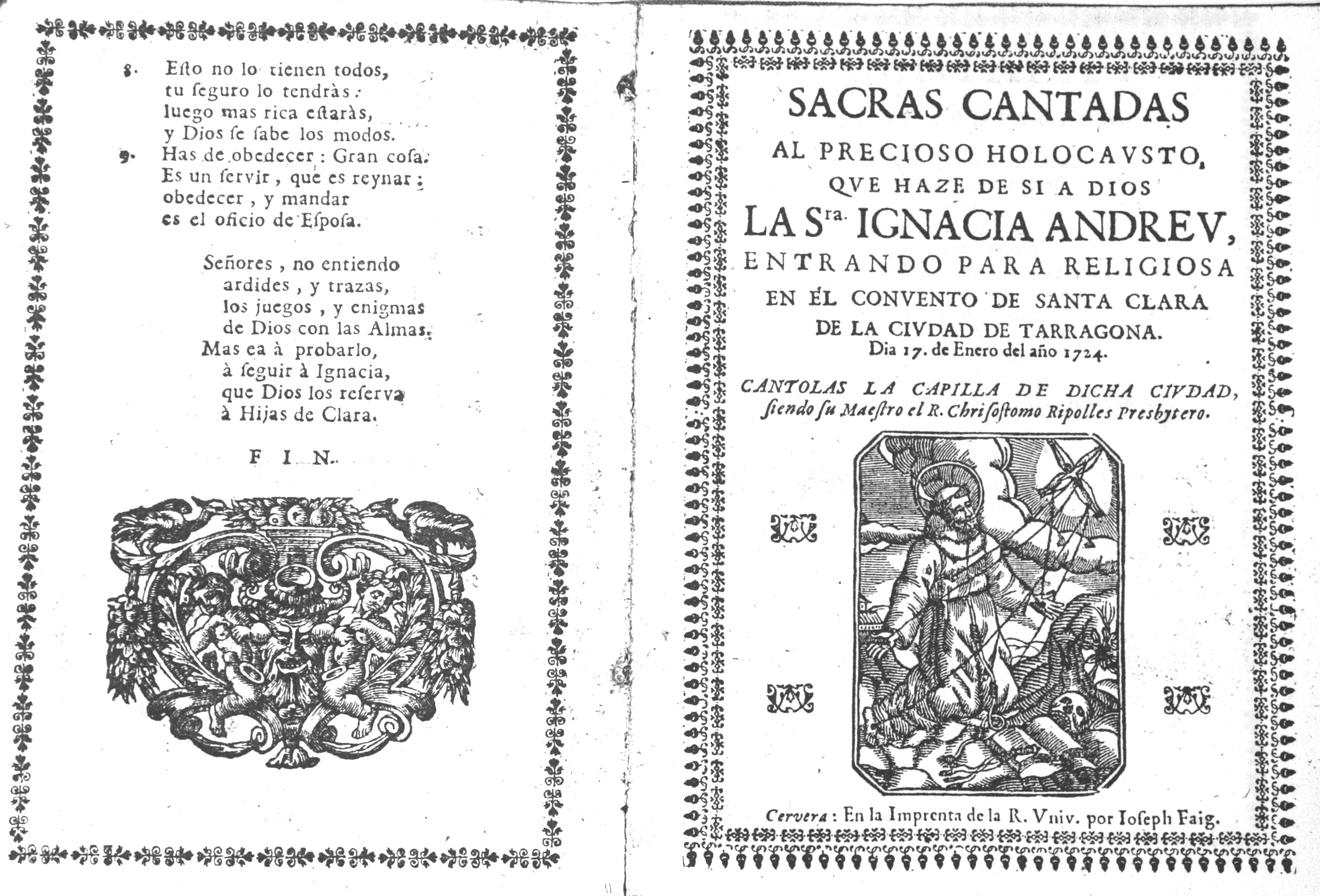
Portada de l'edició del text d'un villancet de Joan Crisòstom Ripollès

Joan Crisòstom Ripollès nasqué a la vila de Torreblanca (Plana Alta) el 1678 i traspassà a la ciutat de Tarragona el 1746. Degué rebre la seva formació musical en una de les escoles catedralícies properes a la seva terra natal, com Tortosa, Sogorb, o Tarragona. El 23 de maig de 1699 va ser admès en qualitat de cantor contralt primer de la capella de música de la catedtral de Tarragona, que es de 1695 dirigia el mestre Josep Escorihuela.[1]
Sota el títol de «Libro de Musica del Ldº / Chrisostomo Ripollés contralto / de la Santa Y Metropolitana / Yglesia de Tarragona en /el año de 1704», Ripollès va reunir, entre 1704 i 1711, una antologia formada per 75 composicions dels principals mestres de l'àrea catalana i valenciana. Aquest valuós manuscrit autògraf, després d'un llarg recorregut, es conserva avui a la Biblioteca Jagiellonska de la Universitat de Cracòvia.[2] Segons explicita el mateix document, en el moment del traspàs de Ripollès l'antologia va passar a mans de Jaume Pellicer.[3]
Ripollès va ser cantor contralt primer de la capella de la catedral de Tarragona entre 1699 i 1708. Entre finals de febrer i principis de març de 1708, oposità, juntament amb Felip Vicente –organista format a la seu de València i futur organista de la catedral de Tarragona –, Pau Llinàs –mestre de Sants Just i Pastor i futur mestre de Santa Maria del Pi– i Francesc Ordeig –natural d'Olot, cantor de la seu tarragonina sota el magisteri d'Escorihuela[4]–, al magisteri de la catedral de Tortosa. El tribunal constituït per Josep Escorihuela, Tomàs Serrano i Jeroni Vermell, avaluà tots quatre opositors en primer lloc; tanmateix, el capítol reparà en les seves deliberacions l'excessiva joventut dels candidats –llevat de Ripollès que ja comptava trenta anys– i la seva manca d'experiència per aconseguir recuperar una capella que travessava una època crítica. Després d'una segona deliberació i davant les dificultats per trobar amb prestesa un aspirant que reunís la maduresa i l'experiència que desitjaven els capitulars de Tortosa, aquests van acordar concedir el magisteri al president del tribunal, Josep Escorihuela, i oferir la cantoria de contralt, vacant en aquells moments, a Ripollès. Aquest la refusà i el 19 de març era nomenat mestre de capella de la catedral de Tarragona, en substitució dels seu antic mestre, Josep Escorihuela.[5]
Ripollès va regir el magisteri tarragoní fins al final dels seus dies. En qualitat d'examinador va participar en els tribunals de les oposicions dels magisteris de Santa Maria del Pi (1737) i de la Seu de Lleida (1738); en ambdues oposicions va compartir la labor avaluadora amb Lluís Serra, mestre del Pilar de Saragossa, i també en les dues oposicions hi va participar el seu antic deixeble Josep Carcoler.
Gràcies a les cobertes de dos plecs impresos de villancets, ha quedat constància de la seva actuació, al capdavant de la capella de la catedral, al monestir de Santa Clara de Tarragona els anys 1738 i 1743, amb motiu de la professió de dues novícies.[6] Aquest darrer any, Ripollès actuà a Barcelona amb la capella tarragonina, amb motiu de les festes que el primer diumenge de maig organitzava la confraria del Roser al convent de Santa Caterina.[7]
La seva obra compositiva pertany als gèneres propis del repertori eclesiàstic, litúrgic i religiós, i mostra, en tots ells un intens sentit melòdic. El conreu que fa de la policoralitat palesa la influència de l'estil venecià, introduït a la Península precisament a través de l'àrea valenciana. La seva estilística compositiva es caracteritza per la transparència textural i tímbrica, la frescor i la simplicitat lírica, i la gran vivacitat de la dinàmica narrativa.[8] D'altra banda, la influència de l'italianisme, tal com va ser assumit pels compositors propers a la cort barcelonina de l'Arxiduc Carles d'Àustria, com F. Valls, P. Rabassa o T. Milans, es fa evident en la música que escriví a partir de 1720, aproximadament.

## Obres
El seu llegat compositiu el conformen 32 obres de les quals, 24 es conserven al fons TarC (Fons de la Catedral de Tarragona), 6 a la Biblioteca Nacional de Catalunya, 1 a l'Arxiu de la Catedral de València i 1 al Fons Musical de Santa Pau dels Arcs.